# Huehuetán
La città di Huehuetán è a capo dell'omonimo comune, nello stato del Chiapas, Messico. Conta 6 922 abitanti secondo le stime del censimento del 2005 e le sue coordinate sono 15°01'N 92°22'W.

## Storia
La tradizione storica riferisce che il paese di Huehuetán, il più antico del Soconusco, fu fondato da Balum Votán durante la sua marcia verso il centroamerica. Nel 1540 viene fatta capitale dell'allora provincia di Soconusco sino al 1700 anno in cui ci fu il culmine della sua decadenza economica. 

Dal 1983, in seguito alla divisione del Sistema de Planeación, è ubicata nella regione economica del Soconusco.

## Toponimia
Huehuetán, in lingua náhuatl significa "posto dove abbondano i vecchi".